# Hugo Ferdinand Boss

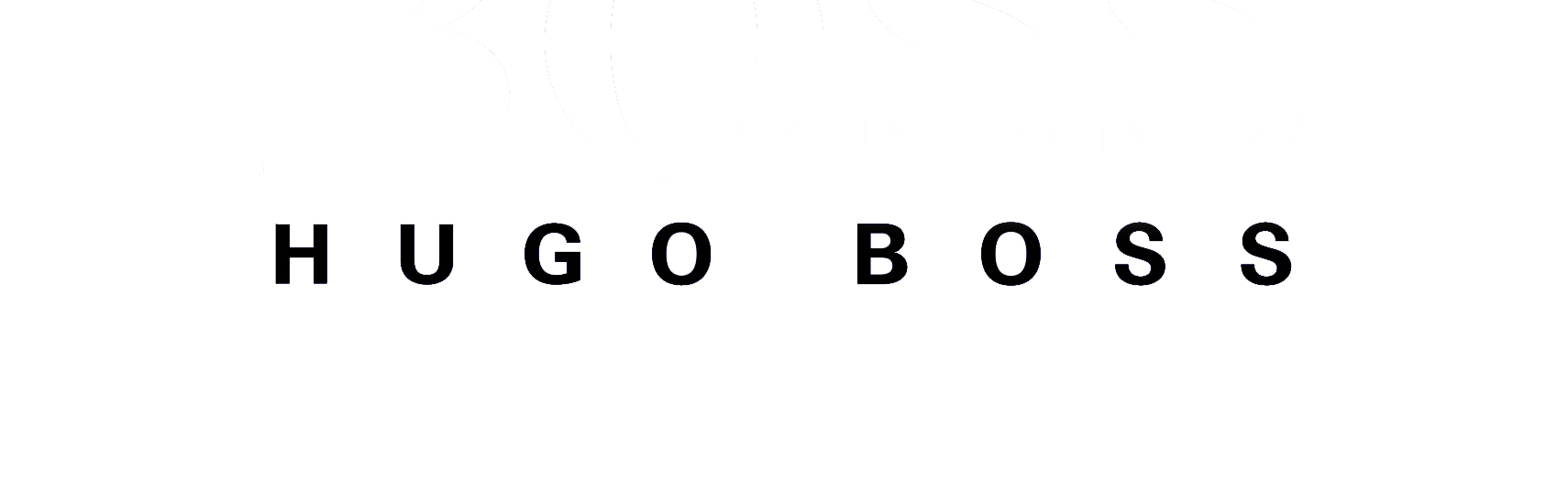
Hugo Boss nuvarande logo

Hugo Ferdinand Boss, född 8 juli 1885 i Metzingen, död 9 augusti 1948 i Metzingen, var en tysk formgivare som grundade modehuset Hugo Boss.

## Yngre år
Boss föddes i Metzingen i Konungariket Württemberg, som son till Heinrich Boss och Luise Boss. Han var yngst av fem syskon.
Han var köpmanslärling som ung och genomförde militärtjänst 1903–1905. Han arbetade också i ett väveri i Konstanz. Han övertog sina föräldrars klädbutik 1908 och samma år gifte han sig med Anna Katharina Freysinger. 1914 tog han värvning i armén och tjänstgjorde under första världskriget som korpral. Han fick två barn, Gertrud Boss och Siegfried Boss.

## Modehuset Hugo Boss
Hugo Ferdinand Boss grundade sitt eget klädföretag Hugo Boss i Metzingen 1923 och sedan en fabrik 1924, inledningsvis med två partners. Företaget producerade skjortor, jackor, kostymer och senare även arbetskläder samt sportkläder. Hugo boss är idag ett av världens ledande modehus.

## Stöd för nazismen
Boss gick med i nazistpartiet 1931, två år innan Adolf Hitler kom till makten i Tyskland. Hösten 1932 var den helt svarta SS-uniformen framtagen och skulle ersätta SA:s bruna skjortor. Hugo Boss producerade dessa svarta uniformer tillsammans med de bruna SA-skjortorna och de svart-bruna uniformer som Hitlerjugend använde. Arbetskraften som framställde uniformer hos Hugo Boss under andra världskriget inkluderade franska och polska krigsfångar. Amerikanska advokater som företräder överlevande från Förintelsen inledde 1999 rättsliga åtgärder mot Hugo Boss för att ha använt sig av slavarbete under kriget.
Boss blev bötfälld för sitt stöd till nazismen efter andra världskriget och blev fråntagen sin rösträtt. Han dog 1948, 63 år gammal, av komplikationer efter en avbruten tand.